# Вакцина проти гепатиту А

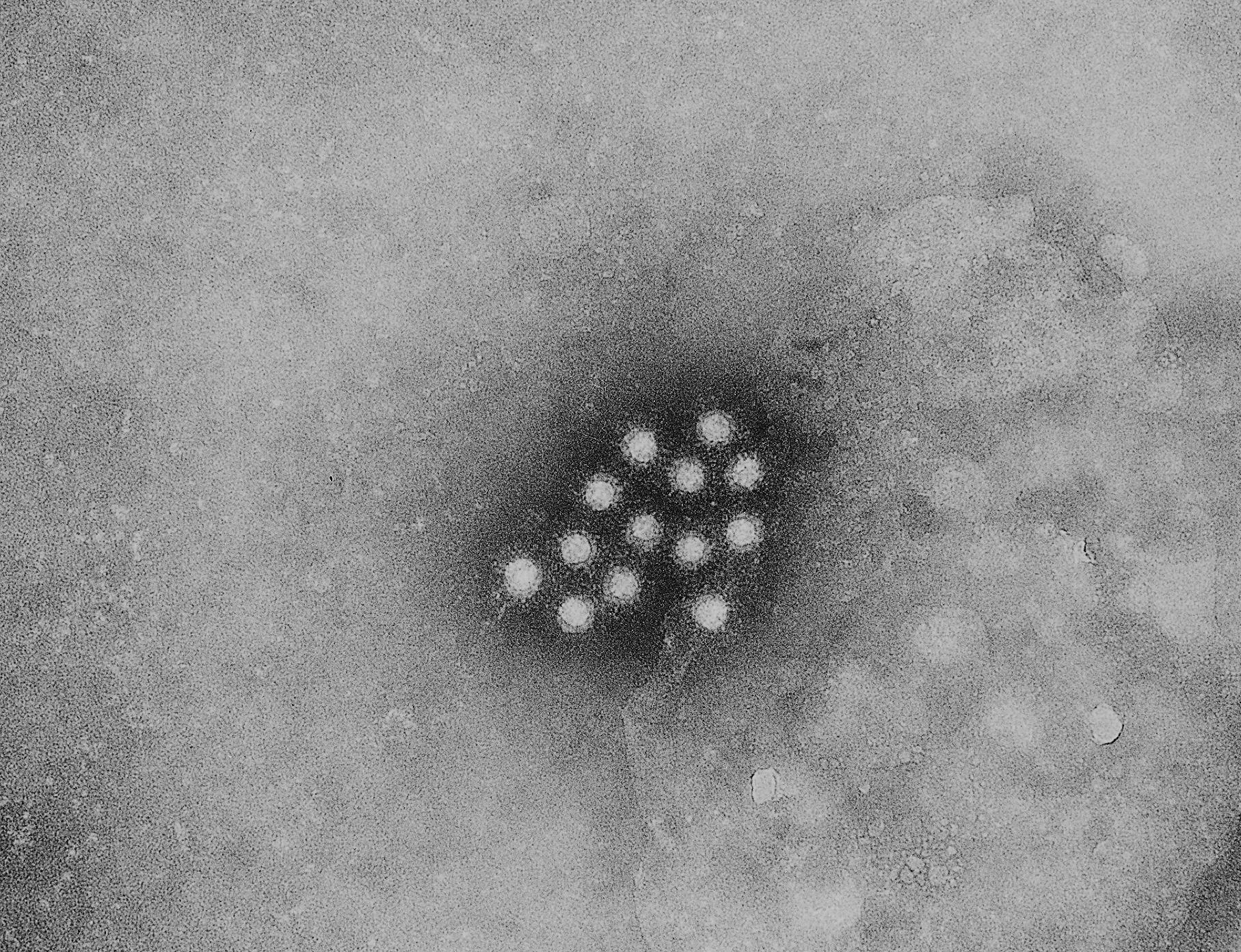
Вірус гепатиту А

Вакцина проти гепатиту А створена для запобігання зараженню вірусом гепатиту А.

## Особливості
Першу форму вакцини проти гепатиту А було розроблено Морісом Гіллеманом і допущено до виробництва у США в 1995 році. Дозволені вакцини містять формалін-інактивовані частинки вірусу гепатиту А.
Вакцини проти гепатиту А занесено до WHO Model List of Essential Medicines. Окрім того, вони, разом із вакцинами проти  гепатиту В, є складовою комбінованих вакцин. Гепатит А належить до найпоширених  інфекційних захворювань мандрівників, проти яких проводять вакцинацію. Ось чому вакцинація проти гепатиту А рекомендується, зокрема, при подорожах до Індійського субконтиненту, Африки, Центральної та Південної Америки, Східної Азії та Східної Європи.

### Імунологія
У більшості випадків вакцинацію роблять двічі, аби досягти максимальної дії вакцини. Унаслідок щеплення формуються антитіла, що нейтралізують вірусні частинки гепатиту А у понад 95 % дорослих через чотири тижні після першого щеплення і у 100 % після другого.

## Виготовлення
Культивування штаму HM 175 відбувається у культурах людських фібробластів. Потім здійснюються виділення вірусу, інактивація за допомогою формальдегіду та додавання гідроксиду алюмінію як ад'юванта.

## Побічні ефекти

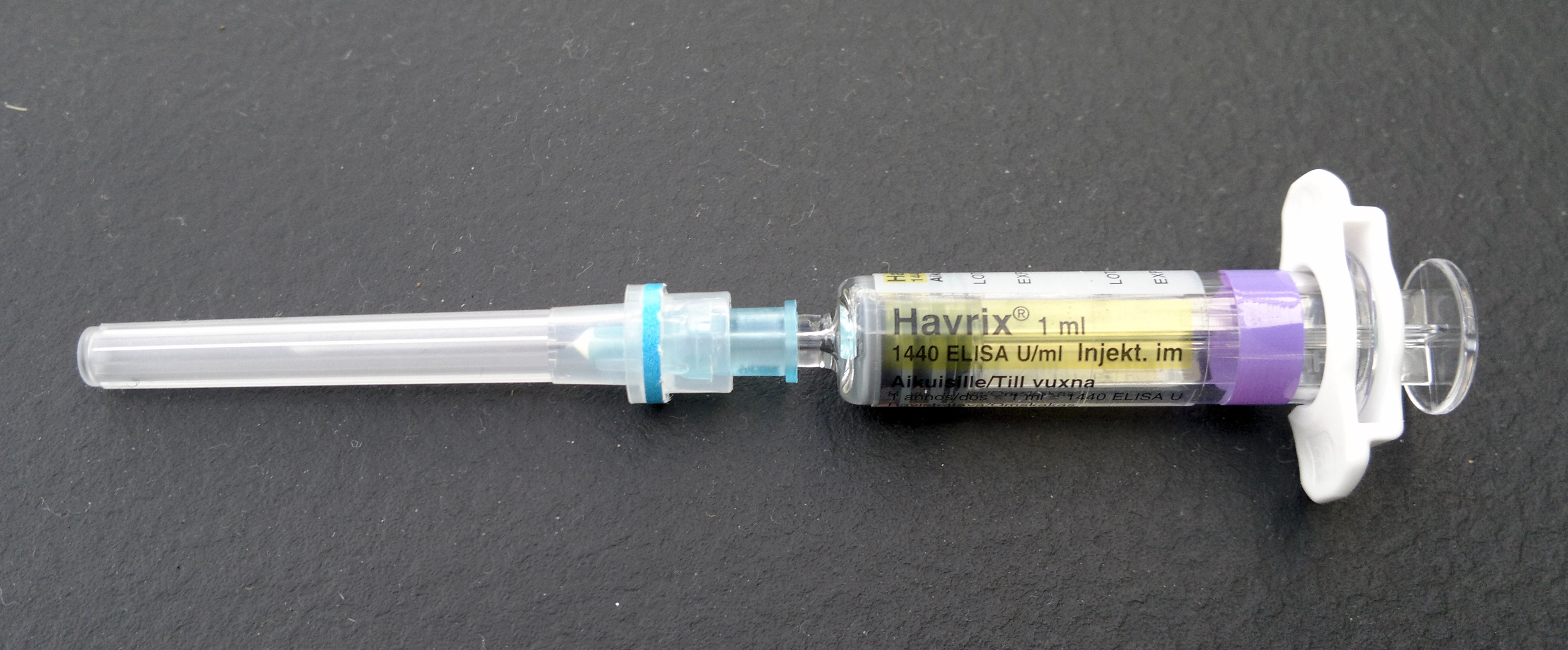
Вакцина Havrix

Побічні ефекти вакцин проти гепатиту А включають одно- чи дводенний біль у місці ін'єкції, головний біль, підвищену температуру і відсутність апетиту.

## Торгові назви

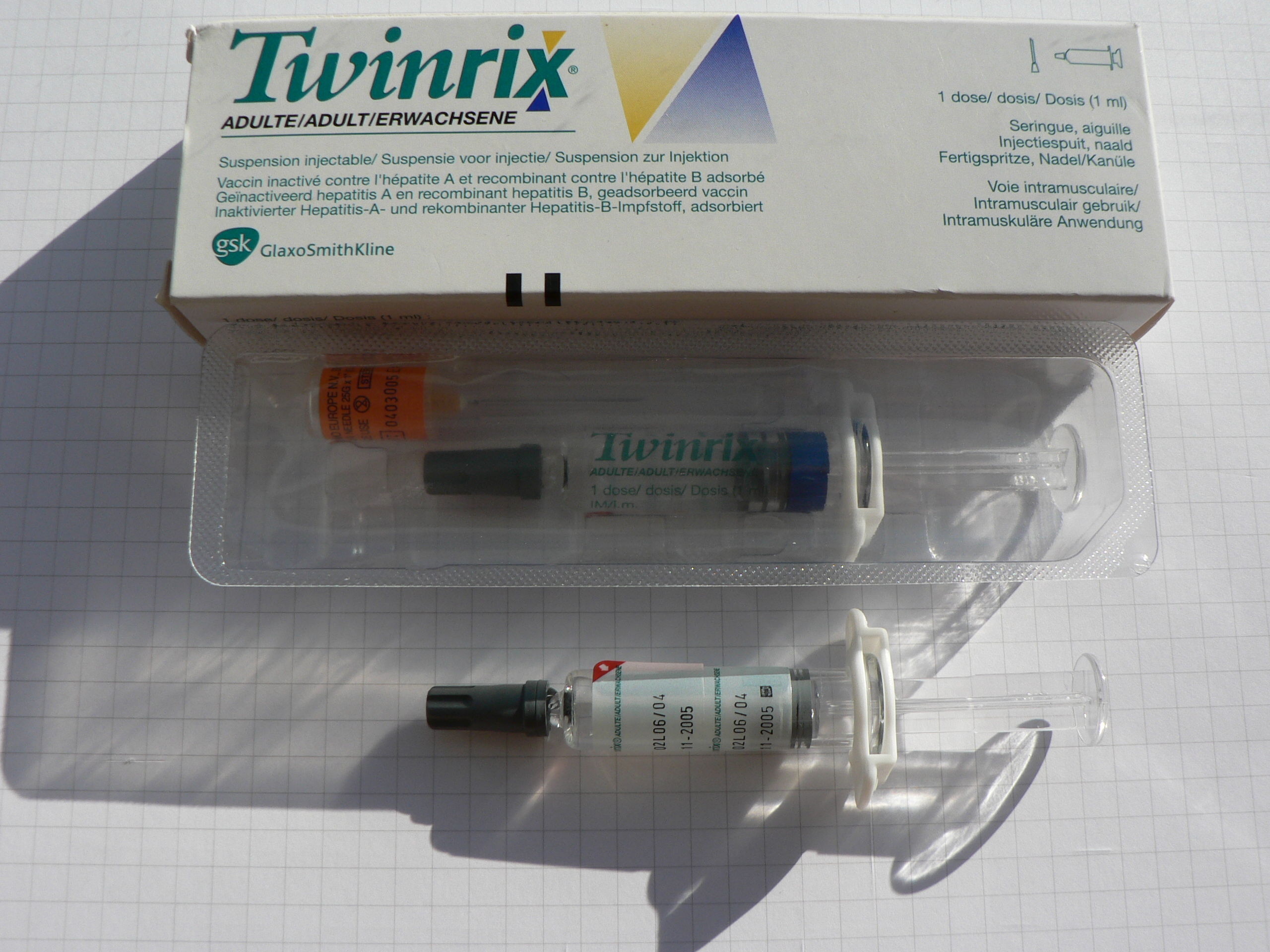
Комбінована вакцина проти гепатиту А та гепатиту В

Торгові назви вакцин проти гепатиту А - це, наприклад, Havrix або Vaqta. Обидві вакцини пропонують і для неповнолітніх віком понад 12 місяців, і для дорослих (з подвійною дозою). Twinrix - торгова назва комбінованої вакцини, яку застосовують проти гепатиту А та гепатиту В.